# Christian Brand
Christian Brand (Quakenbrück, 23 maggio 1972) è un allenatore di calcio ed ex calciatore tedesco, di ruolo centrocampista.

## Palmarès
- Coppa di Germania: 1

Werder Brema: 1998-1999